# SN 2008im
SN 2008im – supernowa typu Ib odkryta 26 grudnia 2008 roku w galaktyce UGC 2906. W momencie odkrycia miała maksymalną jasność 17,30m.